# Mitrephora tomentosa
Mitrephora tomentosa är en kirimojaväxtart som beskrevs av Joseph Dalton Hooker och Thomas Thomson. Mitrephora tomentosa ingår i släktet Mitrephora och familjen kirimojaväxter. Inga underarter finns listade i Catalogue of Life.